# Richard Pacquette
Richard Francis Pacquette (Paddington, 28 gennaio 1983) è un calciatore allenatore inglese naturalizzato dominicense, attaccante e allenatore dell'Harefield United.

## Carriera

### Club
Cugino del calciatore Jefferson Louis, comincia a giocare nelle giovanili del QPR, con cui debutta in prima squadra nel 2000. Dopo due stagioni, nel 2002 viene ceduto in prestito allo Stevenage Borough. Nel 2003, dopo il rientro al QPR, viene nuovamente ceduto in prestito, al Dag & Red. Nel settembre 2004 viene ceduto a titolo definitivo al Dons. Poco dopo passa a titolo definitivo al Fisher Athletic. Nel novembre 2004 viene acquistato dal Brentford, in cui milita fino a dicembre. Nel dicembre 2005 si trasferisce al Farnborough Town. Nel gennaio 2005 viene acquistato dallo Stevenage Borough. Dopo vari trasferimenti in pochi mesi (Stevenage Borough, St Albans City, Hemel Hempstead Town, Hampton & Richmond Borough) nell'estate del 2005 firma per il Worthing, che nel 2006 lo presta al Thurrock. Nell'estate del 2006 viene acquistato a titolo definitivo dall'Havant & Waterlooville. Nel 2008 viene ceduto in prestito al Maidenhead United, che lo acquista pochi mesi dopo a titolo definitivo. Dopo vari avvicendamenti, nel luglio 2009 passa allo York City. Nel 2010 si accasa all'Eastbourne Borough. Dopo vari trasferimenti, nel 2013 viene acquistato dal Maidenhead United. Nel 2014 passa all'Eastbourne Borough. Nel 2015 si trasferisce all'Hampton & Richmond Borough. Dopo una breve esperienza in prestito al Lewes, nel dicembre 2015 torna all'Hampton & Richmond Borough. Nel 2016, dopo una breve esperienza al Metropolitan Police, si trasferisce al Grays Athletics. In questa squadra però rescinde il contratto dopo appena 1 mese, accasandosi all'Harrow Borough fino a metà della stagione successiva.
Successivamente passa al Thamesmead Tow, e dopo 21 presenze e 6 gol in campionato lascia la società per accasarsi all'Harefield United, dove nella stagione 2021-2022 assume il doppio ruolo di allenatore-giocatore.

### Nazionale
Debutta in Nazionale il 6 febbraio 2008, in Dominica-Barbados, in cui mette a segno una rete. Ha collezionato in totale, con la maglia della Nazionale, due presenze e una rete.